# Akkaba
Akkaba – miasto w Palestynie, w muhafazie Tubas. Według danych Palestyńskiego Centralnego Biura Statystycznego w 2016 roku liczyło 8710 mieszkańców.